# Hear the Beatles Tell All
Hear the Beatles Tell All (englisch Höre wie die Beatles alles erzählen) ist ein in den USA veröffentlichtes Interviewalbum der britischen Band The Beatles. Es erschien im September 1964. Das Album wurde von Vee-Jay Records statt Capitol Records vertrieben.

## Entstehung

Das Vee-Jay Label

Nachdem Capitol Records das Angebot ausgeschlagen hatte, die EMI-Vertriebsrechte für die USA für die Beatles zu übernehmen, schloss Vee-Jay Records einen Vertrag mit den Beatles ab. So veröffentlichte Vee-Jay Records 1964 neben mehreren Singles das Album Introducing… The Beatles, sowie die Kompilationsalben Jolly What! The Beatles & Frank Ifield on Stage und die Doppel-LP The Beatles vs. The Four Seasons .
Es kam am 15. Januar 1964 zu einem Rechtsstreit mit Capitol Records. Vee-Jay Records wurde vom Gericht am 23. Juli das Recht zugesprochen, bis zum 15. Oktober 1964 noch Beatles-Platten aus ihrem 14-Lieder-Katalog veröffentlichen zu dürfen. Interviewplatten schloss das Urteil nicht mit ein und konnten so nicht von Capitol Records kontrolliert werden.
Jim Steck (Nachrichtensprecher) und Dave Hull (Radiodiscjockey) vom Radiosender KRLA 1110 in Los Angeles interviewten die Beatles während ihrer Amerika-Tournee 1964. Jim Steck führte das Interview mit John Lennon am 24. August und Dave Hull mit allen vier Mitgliedern der Beatles am 25. August 1964 auf dem Flughafen in Los Angeles während ihrer Abreise. Der Inhalt der Interviews, sowohl die Fragen als auch die Antworten, blieb überwiegend oberflächlich.
Nachdem KRLA die Interviews ausgestrahlt hatte, einigte sich Vee-Jay mit den Verantwortlichen darauf, aus den Interviews ein Album zu produzieren. Als Produzent wurde Lou Adler engagiert, der die Interviews editierte und Livegeräusche und Perkussioneinspielungen von dem Studiomusiker Hal Blaine hinzufügte. Ursprünglich wurde das Album im September 1964 in den USA als Promotionalbum veröffentlicht, erst am 5. November erschien das Interviewalbum in den USA offiziell. Das Album war ausschließlich in Mono erhältlich.
Capitol Records veröffentlichte mit The Beatles’ Story im selben Monat ein ähnliches Album wie Hear the Beatles Tell All, das allerdings kommerziell deutlich erfolgreicher war. Ab den 1970er erschienen dann bei diversen Tonträgerfirmen Interviewalben der Beatles in einer rechtlichen Grauzone.
Am 20. Februar 1981 wurde in Großbritannien erstmals das Album Hear the Beatles Tell All auf dem Charly-Label veröffentlicht. In Deutschland erschien das Album erstmals 1981 auf dem Label Strand.

## Titelliste
Seite 1
1. The crowd at the Hollywood Bowl
2. Commercial radio
3. Origin of the name, The Beatles
4. Long hair
5. Skiffle/Forming the band
6. Future plans
7. Educational background and scholastic failures
8. The housing of Liverpool

Seite 2
1. Paul - Jane Asher and her family
2. John - Wife having a baby
3. George - His mother answering fan's letters/Patti Boyd
4. Paul - Giving away addresses
5. John - A Hard Day's Night/New house in Surrey
6. Ringo - Throat operation
7. Paul - His dad's racehorse, "Drake's Drum"
8. Ringo - Maureen/Disneyland
9. George - Disneyland

## Chartplatzierungen
Das Album konnte sich nicht in den US-amerikanischen Charts platzieren.

## Wiederveröffentlichung
In den USA wurde das Album 1979 von Vee-Jay Records wiederveröffentlicht.